# Pequena Mancha Escura

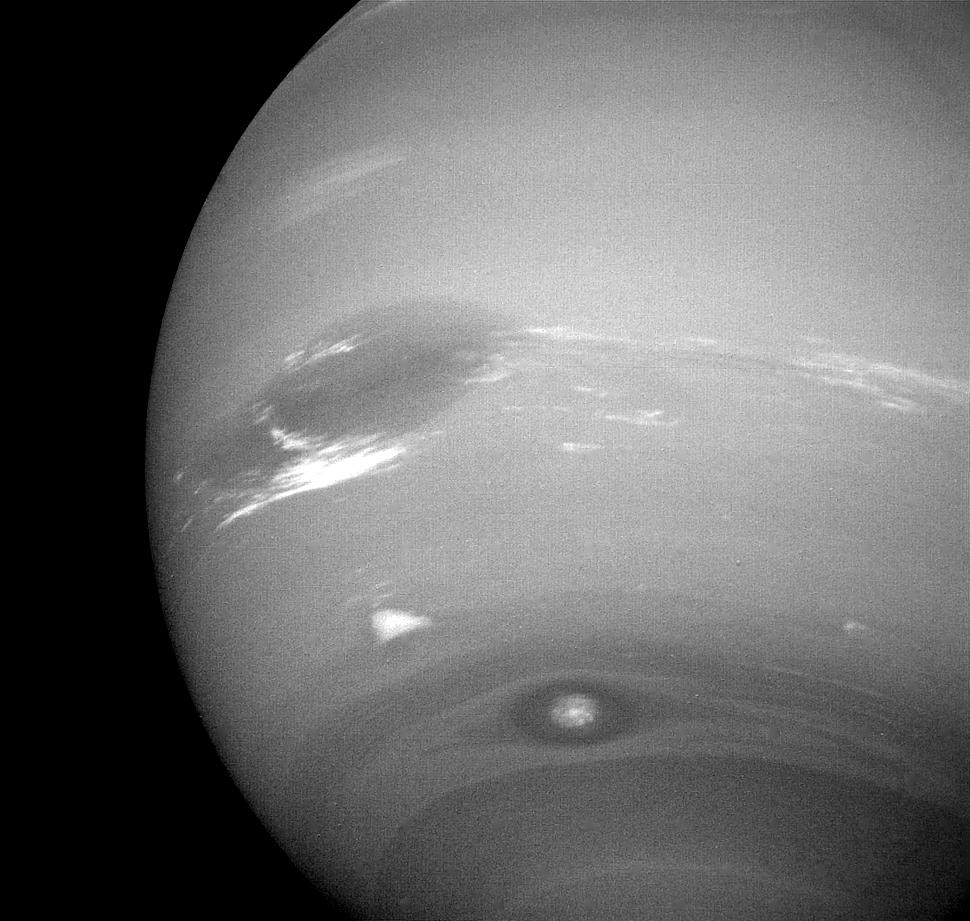
A Grande Mancha Escura (acima) e a Pequena Mancha Escura (abaixo).

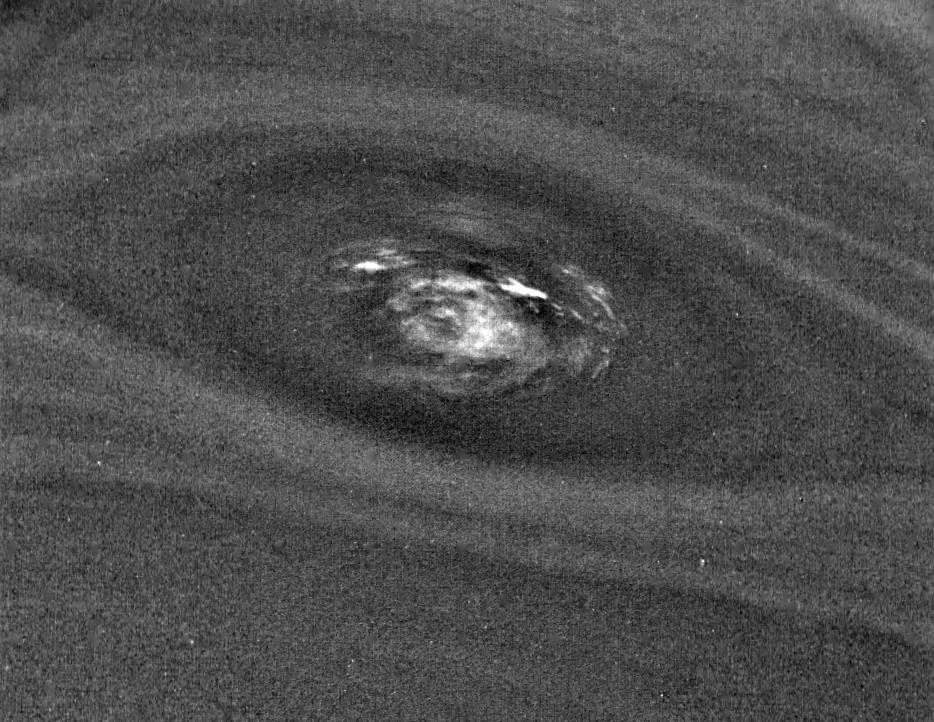
Uma imagem de alta resolução da Pequena Mancha Escura.

A Pequena Mancha Escura, por vezes também chamada de Mancha Escura 2 ou O Olho do Mago, foi uma tempestade ciclônica que ocorreu no hemisfério sul do planeta Netuno. Foi a segunda tempestade mais intensa do planeta em 1989, quando a Voyager 2 sobrevôou o planeta. Quando o Telescópio Espacial Hubble observou Netuno em 1994, a tempestade já havia desaparecido.